# Anne Medil
Anne Medil – australijska judoczka.
Startowała w Pucharze Świata w 1999. Brązowa medalistka mistrzostw Oceanii w 1998. Wicemistrzyni Australii w 1998 roku.